# Стаклорезац
Стаклорезац је занатлија који се бави резањем и уградњом стакла. Стаклорезачки занат спада у старе, али и даље актуелне занате. Ипак, стаклорезаца је данас у Србији све мање, а ово занимање сматра се дефицитарним.
Стакло са којим ради може бити обично, ливено, специјално или кристално. Резано стакло користи се у грађевинарству, за застакљивање прозора, врата, излога, преграда, кровова, кровних светларника. Стаклорезац такође монтира стакло у оквире, урамљује слике, гоблене и друге ручне радове, огледала и друге зидне украсе, а може и израђивати различите предмете од стакла.
Стаклорезачки занат може се изучити у трогодишњим средњим школама, али се основна знања могу стећи и на различитим специјалистичким курсевима који трају неколико месеци. Стаклорезачки занат је физички тежак и ни мало једноставан и важи за „мушки”, али у њему има и жена мајстора.

## Историја
Познато је да се стакло израђивало још у Старом Египту, око 3.000. године пре нове ере. Прозорско стакло почело се израђивати тек од 14. века, а центар стакларске индустрије била је Венеција. Из Италије се, почетком 17. века седиште стакларске производње сели се у Праг и од тада па до данас чешко стакло сматра се најквалитетнијим. Захваљујући каснијим изумима почиње индустријска производња стакла и оно постаје јефтиније и доступније свим слојевима друштва. Србија је у прошлости имала врло развијену стакларску индустрију а стаклорезачки занат био је међу најцењенијим. Данас је ово дефицитарно занимање, а више не постоји ни једна фабрика стакла.
Стакло се данас замењује другим материјалима, често пластиком, упркос чињеници да је оно еколошки најприхватљивији материјал који се може стопостотно рециклирати. Због значаја стакла у историји човечанства Уједињене нације су, посебном резолуцијом Генералне скупштине, 2022. годину прогласиле годином стакла.

## Карактеристике заната
Стакло је веома осетљив и лако ломљив материјал. Зато стаклорезац при раду мора бити пажљив и опрезан, како не би повредио себе или друге, или направио материјалну штету. Приликом резања стакла, застакљивања, паковања и преношења стакла мора поштовати прописане мере заштите на раду. Стаклорезац би требало да има добар вид, спретне руке и прсте и да буде тачан, прецизан и уредан.
Стаклорезац свој посао може обављати у грађевинарству и у стакларским радионицама. Током рада он бира, реже, поставља и замењује све врсте стакала: равно, шупље и пресовано стакло, прозорско и сирово стакло, оплемењено, катедралско, мутно, армирано, сигурносно и друге врсте стакла. Такође може радити и са амбалажним, расветним, лабораторијским, ватросталним и оптичким стаклом.

### Застакљивање архитектонских елемената
Данас стаклорезац највише посла има у грађевинској индустрији. Он застакљује све врсте прозора, врата, излога, надстрешница, преградних зидова и других архитектонских елемената. Код новоградњи стакло се доставља фабрички изрезано и стаклорезац га само поставља на предвиђено место. У свим осталим случајевима стаклорезац мора прво измерити величину и облик отвора, а затим ручно изрезати плочу. Оквир у који уграђује стакло претходно мора очистити и припремити за застакљивање. При резању се служи посебним ножем за резање стакла — резачем за стакло. Стакло реже тако што резачем зареже жељени део, а затим притиском руке на краћи крај стаклене плоче изазове пуцање стакла по том резу. Након што је поставио стакло у оквир, учвршћује га китом, металним или дрвеним тракама, ексерчићима или шрафовима.

### Стаклорезачки алат
Током рада стаклорезац користи различит прибор и алат:
- резач за стакло,
- лењир,
- шестар,
- чекић,
- кљешта,
- нож за наношење кита,
- посебну тестеру,
- металне плочице,
- ексере,
- шрафове…[8]